# Hufnágel Tibor
Hufnágel Tibor (Budapest, 1991. március 18. –) U23-as világbajnok magyar kajakozó.

## Sportpályafutása
A 2009-es junior világbajnokságon Moszkvában páros 500 méteren (Bán Kristóf) és egyes 1000 méteren ezüstérmet szerzett. 2013-ban az Európa-bajnokságon páros 500 méteren (Szalai Tamás) lett negyedik. Az az évi wellandi U23-as világbajnokságon páros 1000 méteren (Ceiner Benjámin) szerzett aranyérmet. Világbajnoki címüket a következő évben megvédték Szegeden is. 2014-ben a világbajnokságon páros 1000 méteren Kökény Rolanddal ötödik helyezést értek el. A 2015-ös gyorsasági kajak-kenu világbajnokságon egyes 500 méteren hetedikként ért át a célon. A 2016-os gyorsasági kajak-kenu Európa-bajnokság K2 1000 méteren (Dombvári Bence) második, K4 1000 méteren hetedik lett. A kettesben szerzett érmét Dombvári doppingolása miatt 2017-ben visszavette az európai szövetség.
A rioi olimpián Ceiner Benjáminnal párosban a 7. helyen végzett K2-1000 méteren. A 2017-es gyorsasági kajak-kenu Európa-bajnokságon Ilyés Róberttel K2 1000 méteren a negyedik helyen végzett.